# Zdenek Rykr
Zdenek Rykr (26. října 1900 Chotěboř – 15. ledna 1940 Praha) byl český malíř, ilustrátor, žurnalista a scénograf.

## Život

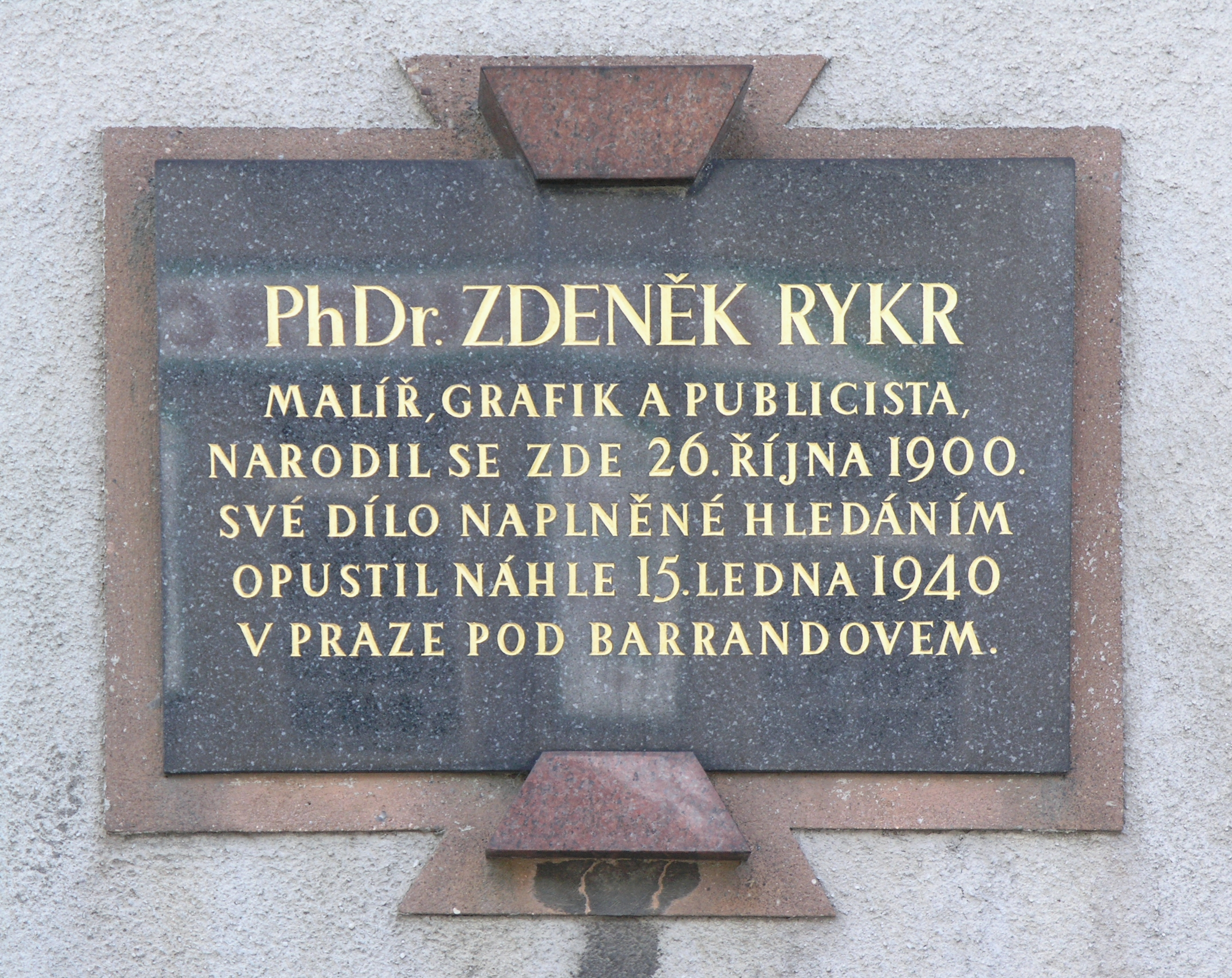
Pamětní deska na Rykrově rodném domě

Zdenek Rykr se narodil 26. října 1900 v nádražní budově v Chotěboři. Jako sedmiletý se s rodiči přestěhoval do Kolína, kam byl přeložen jeho otec, drážní revident. Zde prožil školní a studentská léta. Po maturitě na reálném gymnáziu nebyl přijat na AVU, a tak si zvolil filozofickou fakultu s obory dějiny umění a klasická archeologie, které zakončil v roce 1924 doktorátem. Avšak stále se výtvarně zdokonaloval jako samouk.
Dne 17. června 1930 se v Praze oženil. Jeho manželkou byla prozaička a publicistka Milada Součková (1899–1983).
V druhé polovině 30. let působil jako ředitel ve společnosti PIRAS (První inzertní a reklamní společnost), kde se snažil zachránit židovské výtvarníky, kteří tam pracovali. Nacisté tento záměr odhalili a Rykrovi hrozilo zatčení. Nejspíše z tohoto důvodu dobrovolně ukončil svůj život skokem do kolejiště pod Barrandovem dne 15. ledna 1940 v 11:15 hod., kdy ho přejel vlak Praha–Plzeň. Nebyly však nalezeny doklady, které by tento jeho krok dokládaly.

## Dílo
Zpočátku tvořil převážně malby, později volnou grafiku atd.
Již v roce 1925 ilustroval dílo Emila Vachka Bidýlko a od roku 1925 do roku 1927 byl scénografem Národního divadla.
Ve volné tvorbě přešel k modifikacím realismu a od 30. let se zabýval tvorbou asambláží a koláží, čímž předznamenal tvorbu 60. let. Byl silně ovlivňován surrealismem a inspirovat se nechal také orientální kaligrafií. Náměty čerpal i ze svých zahraničních cest.
Od 20. let působil také jako žurnalista, podílel se na tvorbě satirického časopisu Trn, psal fejetony, v letech 1930–31 redigoval časopis Domov a svět, díky svým ostrým kritikám a díky protichůdným postojům nebyl ve 20. a 30. letech příliš oblíbený a s devětsilskou generací bývá tedy spojován spíše jako jakýsi outsider či osamělý běžec. Prošel mnoha styly, které rychle opouštěl a tím dokazoval jejich neschopnost. Svojí generací býval označován za roztříštěného eklektika či jako černé svědomí avantgardy.
Zpočátku vystavoval jako host s Tvrdošíjnými, později měl několik vlastních výstav a podařilo se mu vystavovat v pařížském Salónu nezávislých, kde sklidil oproti rodné vlasti velké úspěchy.

### Tvorba v oblasti reklamy
Práce Zdeňka Rykra v oblasti reklamy jsou dodnes přežívající částí jeho tvorby. Nejvýznamnější byla jeho dlouhodobá spolupráce s čokoládovnou A. Maršner (dnes Orion). Dodnes je na obalu čokoládové tyčinky Kofila, která byla poprvé vyrobena v roce 1923, využíván Rykrův původní návrh, na kterém sedící mouřenín vychutnává šálek kávy. Pro čokoládovnu také vytvořil modrou hvězdu Orion a logo v psacím písmu. Dále také tvořil pro firmu Baťa, kolínskou rafinerii petroleje, Čedok, Škoda či pro Kávy Kulík.

## Galerie

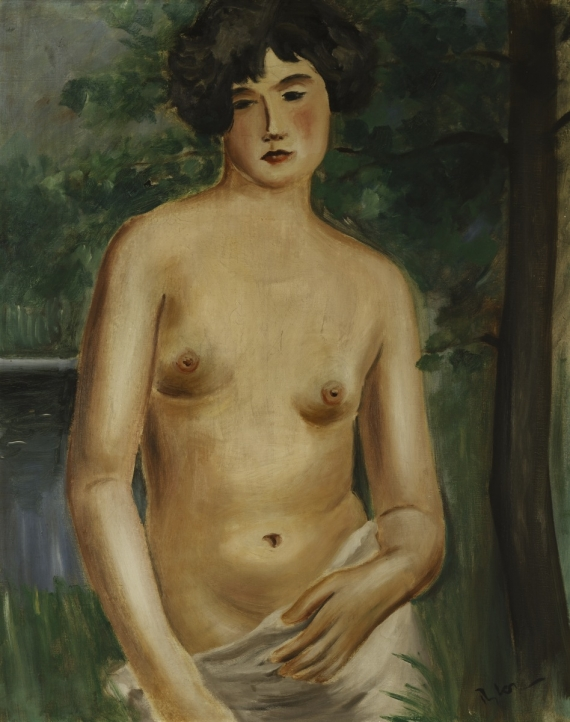
Po koupeli (po roce 1920)
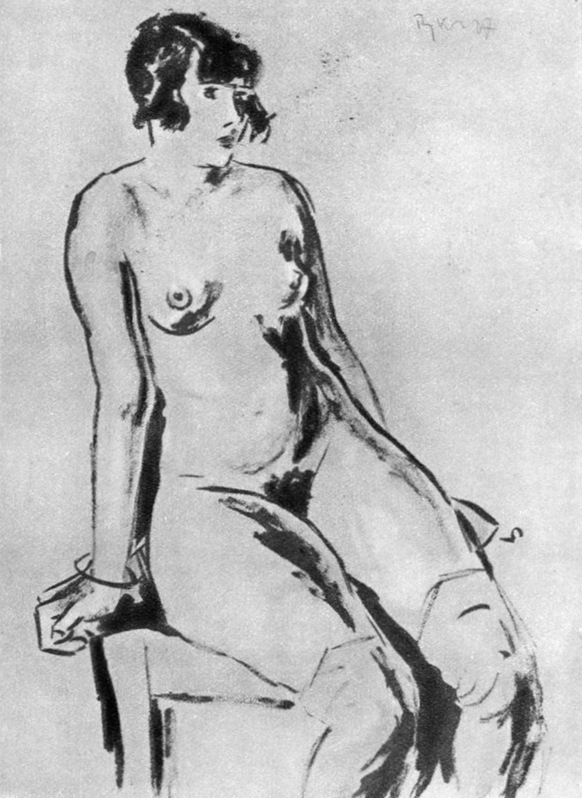
Akt (1927)
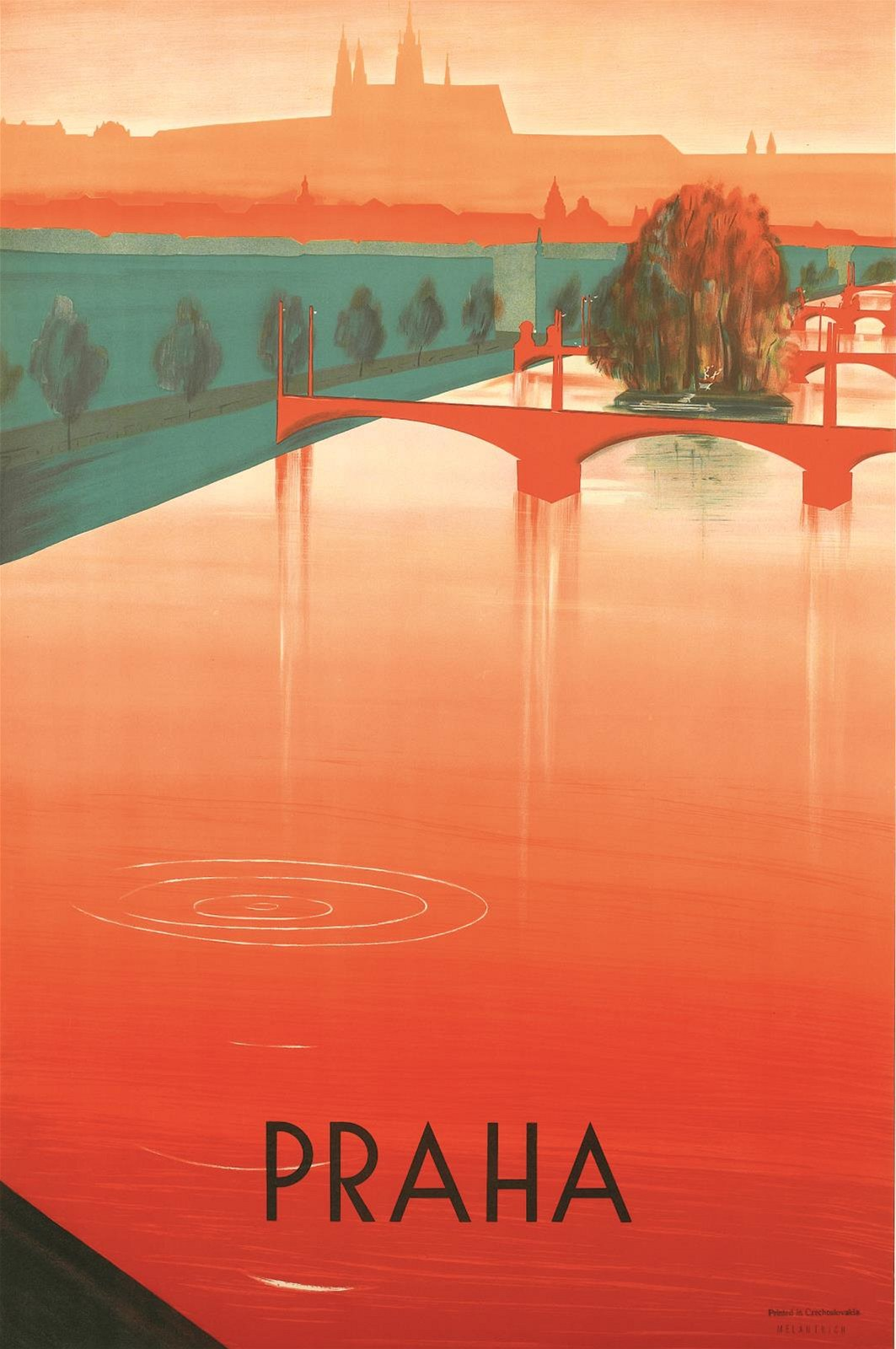
Praha (1935)
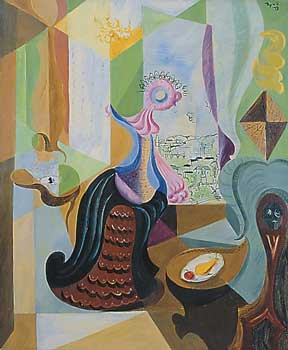
Dáma v okně
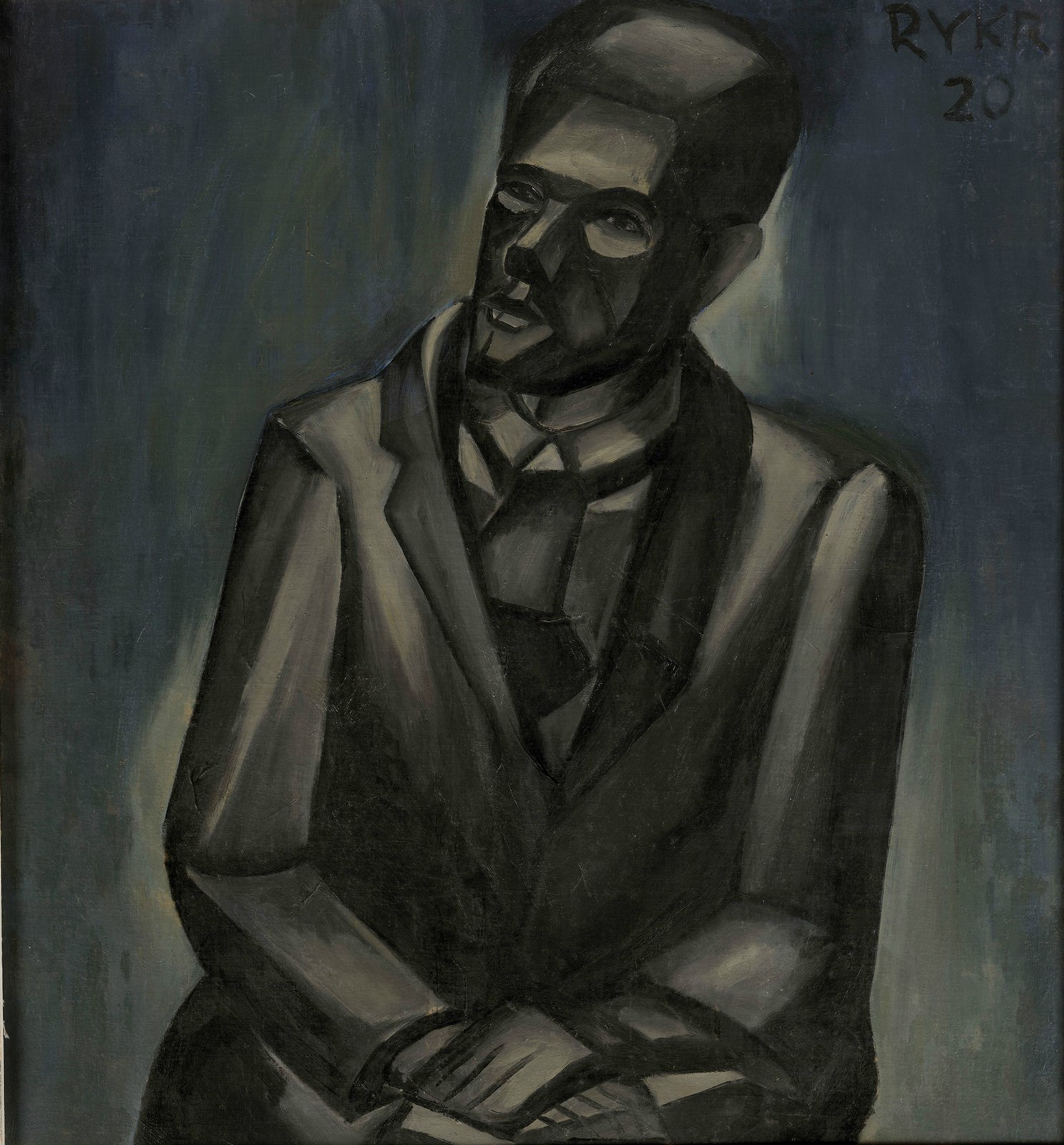
Podobizna muže (1920)
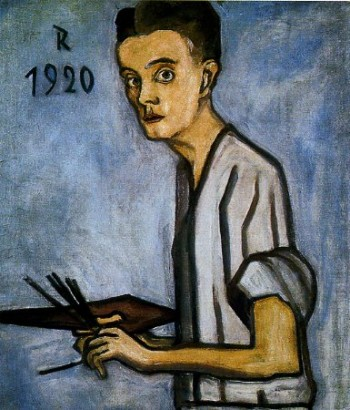
Vlastní podobizna se štětcem a paletou (1920)
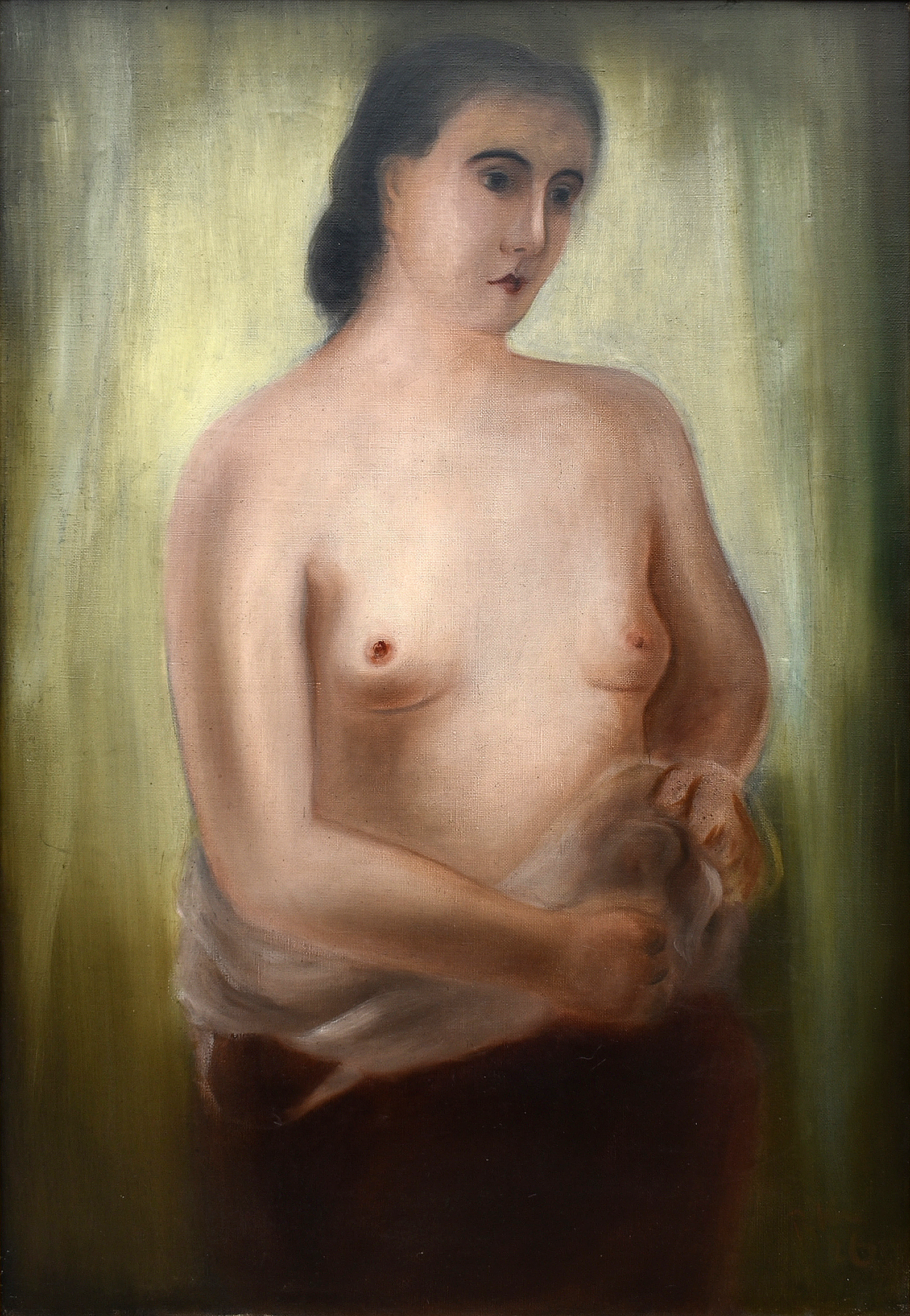
Rykr Zdenek - Torso č.5 (1926)
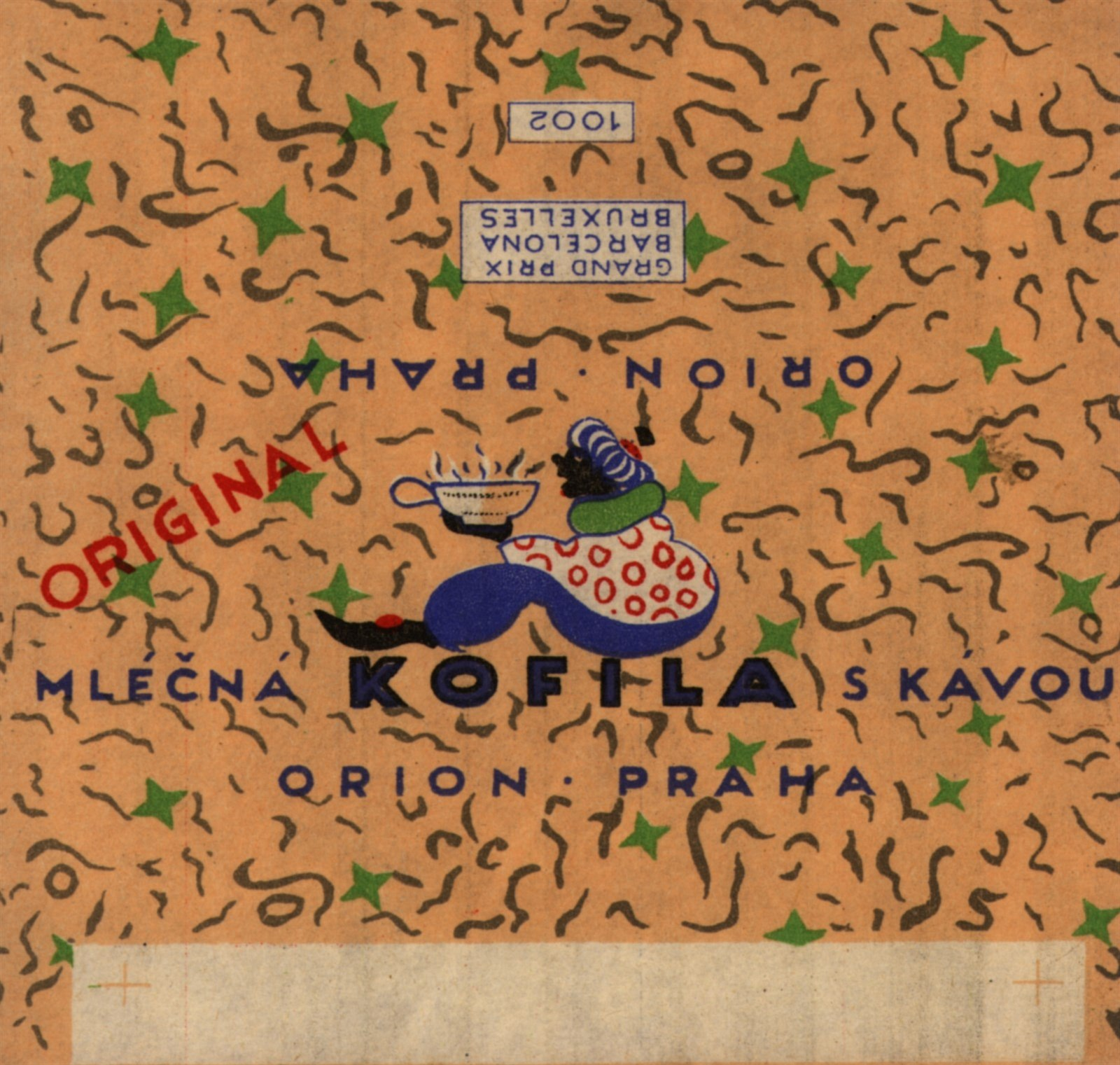
Kofila, obal kávové tyčinky (po 1923)